# Drandarite
Drandarite (bułg. Драндарите) – wieś w środkowej Bułgarii, w obwodzie Gabrowo, w gminie Trjawna. Od 2011 roku wieś jest niezamieszkana.